# Kurt Baker
Kurt Milton Baker (nacido el 31 de enero de 1987 en Portland, Maine) Es un músico, compositor, productor musical y multinstrumentista estadounidense. Conocido por su trabajo en el grupo de pop punk The Leftovers y por su propia banda The Kurt Baker Band.

## Historia
Kurt Baker ha realizado varios proyectos en solitario con su grupo de Power Pop The Kurt Baker Band, que toca música punk rock inspirada por la música pop de los años 1960, 1970 y 1980.
Baker fue el miembro fundador, bajista y compositor del grupo pop punk The Leftovers, el cual se formó en 2002 y sacó varios discos en Rally Records, Insubordination Records y Oglio Records. El grupo viajó exhaustivamente y tocó en Londres, en el célebre Teatro Roundhouse inglés antes de su disolución en 2010.
La mezcla de melodías del estilo de Beach Boys y Beatles de Baker le ha hecho ganarse los elogios de Larry Livermore (fundador de Lookout! Records), Ben Weasel (Screeching Weasel) y Jaret Reddick (Bowling for Soup). Después de la publicación del último álbum de The Leftovers, Eager to Please de 2009 en Oglio Records, que contó con invitados que van desde Brett Anderson (The Donnas) a Coz Canler (The Romantics), y una extensa gira por los EE. UU. y Europa, Baker decide centrarse en ir en solitario.
El EP de debut en solitario de Baker Got It Covered fue publicado en Oglio Records. Producido por el productor pop con sede en Los Ángeles, Linus of Hollywood, Got It Covered recoge algunas de las canciones Power Pop favoritas de Baker de los 70 y 80 y cuenta con los invitados Kay Hanley (Letters To Cleo) y Adam Marcello (Katy Perry) Baker también ha trabajado con Tommy Dunbar (the Rubinoos), Kim Shattuck (The Muffs), y Parry Gripp (Nerf Herder).
El segundo trabajo en solitario de Baker y primer disco post Leftovers para ofrecer nuevas canciones originales, Rockin' For A Living, fue lanzado en octubre de 2011 y fue nombrado el número # 1 (Power Pop) disco del año por los escritores (David Bash) fundador del (International Pop Overthrow) festival y crítico musical/autor (John M. Borack) en (Goldmine Magazine). Said Borack, quien colocó el disco de Baker por encima de aquella larga influencia en el tiempo Nick Lowe, "Baker y su banda lanzan un cañón a través de su delirante grupo de estelares melodías (" Just Forget About It” y “Don’t Steal My Heart Away” en particular, merecen la inclusión en ese mítico Salón de la Fama del Power Pop) que tiene grandes deudas con los principios de Elvis Costello y el ya mencionado Rubinoos. Tiene gancho, energía y estilo de sobra - ¿qué más se puede pedir?
La (Kurt Baker Band) realizó una gira por Europa llenando en los conciertos en España e Italia en la promoción de Rockin' For A Living y se alistó Adam Cargin que estuvo a la batería en álbumes de (Screeching Weasel) y (the Riverdales).
En 2012, Baker publicó el EP titulado Want You Around en (Jolly Ronnie Records). Contaba con la aparición como invitados de (Dan Vapid) y (Rev. Nørb). Después del lanzamiento de Want You Around, y giras por la Costa Oeste y Este (teloneando actuaciones tales como (Tommy Stinson) y (The Offspring), Kurt y la banda se prepararon para publicar el siguiente tras Rockin' for a Living, un ambicioso LP de 10 canciones titulado Brand New Beat. Fue grabado y producido por Wyatt Funderburk, y fue publicado en Geoff Palmer (The Connection) y el nuevo sello independiente de Kurt (Collector's Club Records) el 30 de octubre de 2012.
Steven Van Zandt, fundador de la emisora de radio Sirius XM "Little Steven's Underground Garage" y miembro original de la E Street Band de Bruce Springsteen ha seleccionado dos canciones de Brand New Beat -- "She Can Do It All" y "Weekend Girls" -- como "Las más frescas canciones en el mundo", en 2013. También en ese año, Baker y su compañero de banda Palmer autoeditaron el sencillo de vinilo a 45 RPM "Girl's Got Money", que se agotó rápidamente. "Don't Go Falling In Love", también se escuchó en el popular programa de televisión La voz (España). El 2 de marzo de 2014, Van Zandt, también conocido como el personaje Silvio Dante de Los Soprano, nombra la canción de The New Trocaderos '"The Kids", la canción más fresca del mundo. En ella, Baker canta , hace los coros y toca el bajo y la guitarra eléctrica rítmica. Brad Marino y Geoff Palmer, viejos amigos y los miembros fundadores de New England rockers The Connection, completan la formación de The New Trocaderos'.
En la primavera de 2014, Baker se unió a Bullet Proof Lovers, un grupo de punk rock 'n roll de San Sebastián, España compuesto de miembros de las notables formaciones Nuevo Catecismo Católico y Discípulos de Dionisos.
Además de sus actividades en la banda, Kurt Baker es un disc jockey de discos de vinilo, especializado en los géneros musicales Garage rock, New Wave, Power Pop y Soul norteño.
Ocasionalmente también escribe sobre música, contribuyendo para Amp Magazine, New Noise Magazine y One Way Ticket Fanzine.
Baker actualmente vive en Madrid, España.

## Discografía

### En solitario
- "Play it cool" (2015) (Rum Bar Records) Ghost Highway Recordings
- "Muy Mola Live" (2014) Ghost Highway Recordings
- "Brand New B-Sides" (2014) (Rum Bar Records)
- "Rough" - SOLO edición española (2014) (Rumble Records)
- ¡VIVA KURT BAKER! - SOLO edición española (2013) (Rumble Records)
- Girl's Got Money (2013) (Collector's Club Records)
- Brand New Beat (2012) (Collector's Club Records)
- Want You Around 45 (2012) (Jolly Ronnie Records)
- For Spanish Ears Only - Outtakes and Demos - SOLO edición española (2011) (Rumble Records)
- "Dance With Me Tonight / I Don't Wanna Get Involved" 45 (2011) (Torreznetes Entertainment)
- Rockin' for a Living (2011) (Oglio Records)
- Got it Covered (2010) (Oglio Records)
- "Hanging On the Telephone/ Pump It Up" 45 (2010) (Oglio Records)

### Con The Leftovers
- Eager to Please (2009) (Crappy/Oglio Records)
- Single Series Volume 21 (2007) (EP) (Art Of The Underground)
- On The Move (2007) (Rally Records)
- Insubordination Fest 2007 (2008) (Live) (Insubordination Records)
- Steppin' On My Heart (2006) (EP) (Rally Records)
- Party Tonight! (2006) (Cheapskate Records)
- Stop Drop Rock N Roll (2004) (Muscle City Records)
- Mitton Street Special (2003) (EP) (Zuke'd On Phonics)

### Wimpy and The Medallions
- Still Headed Nowhere" - Wimpy and The Medallions (2013) Collector's Club Records

### The New Trocaderos
- "Money Talks / The Kids" (2013) Ghost Highway Recordings
- Kick Your Ass EP (2014) Ghost Highway Recordings
- Frenzy in the Hips EP (2015)

### Bullet Proof Lovers
- Bullet Proof Lovers" - Bullet Proof Lovers (2014) Ghost Highway Recordings